# 弗奇岩
弗奇岩（英語：Verge Rocks）是南極洲的岩石，位於葛拉漢地的葛拉漢海岸，處於查維斯島以南3.7公里，由英國研究隊繪入地圖，現時由南極條約體系管理。